# Konstantin Jireček
Konstantin Jireček (ur. 24 lipca 1854 w Wiedniu, zm. 10 stycznia 1918 tamże) – czeski historyk, slawista, bizantynolog.

## Życiorys
Profesor Uniwersytetu Karola w Pradze i Uniwersytetu Wiedeńskiego (z 1893 r.). Doradca rządu austriackiego ds. Bałkanów, współzałożyciel bałkanistyki historycznej i w latach 1881–1882 bułgarski minister oświaty. Organizator nowoczesnego szkolnictwa bułgarskiego. W 1886 odkrył ruiny pierwszej stolicy Protobułgarów Pliski.

## Wybrane publikacje
- Dějiny národa bulharského, (1896).
- Geschichte der Serben t. 1–2 (1911–1918).